# Philippe Trière
 (août 2023).
La mise en forme du texte ne suit pas les recommandations de Wikipédia : il faut le « wikifier ».
Les points d'amélioration suivants sont les cas les plus fréquents. Le détail des points à revoir est peut-être précisé sur la page de discussion.
- Les titres sont pré-formatés par le logiciel. Ils ne sont ni en capitales, ni en gras.
- Le texte ne doit pas être écrit en capitales (les noms de famille non plus), ni en gras, ni en italique, ni en « petit »…
- Le gras n'est utilisé que pour surligner le titre de l'article dans l'introduction, une seule fois.
- L'italique est rarement utilisé : mots en langue étrangère, titres d'œuvres, noms de bateaux, etc.
- Les citations ne sont pas en italique mais en corps de texte normal. Elles sont entourées par des guillemets français : « et ».
- Les listes à puces sont à éviter, des paragraphes rédigés étant largement préférés. Les tableaux sont à réserver à la présentation de données structurées (résultats, etc.).
- Les appels de note de bas de page (petits chiffres en exposant, introduits par l'outil «  Source ») sont à placer entre la fin de phrase et le point final[comme ça].
- Les liens internes (vers d'autres articles de Wikipédia) sont à choisir avec parcimonie. Créez des liens vers des articles approfondissant le sujet. Les termes génériques sans rapport avec le sujet sont à éviter, ainsi que les répétitions de liens vers un même terme.
- Les liens externes sont à placer uniquement dans une section « Liens externes », à la fin de l'article. Ces liens sont à choisir avec parcimonie suivant les règles définies. Si un lien sert de source à l'article, son insertion dans le texte est à faire par les notes de bas de page.
- La présentation des références doit suivre les conventions bibliographiques. Il est recommandé d'utiliser les modèles {{Ouvrage}}, {{Chapitre}}, {{Article}}, {{Lien web}} et/ou {{Bibliographie}}. Le mode d'édition visuel peut mettre en forme automatiquement les références.
- Insérer une infobox (cadre d'informations à droite) n'est pas obligatoire pour parachever la mise en page.

Pour une aide détaillée, merci de consulter Aide:Wikification.
Si vous pensez que ces points ont été résolus, vous pouvez retirer ce bandeau et améliorer la mise en forme d'un autre article.
Philippe Trière est un graveur d'interprétation à l'eau-forte et au burin français né en 1756 à Paris où il exerça, mort vers 1815.

## Biographie
Roger Portalis et Henri Béraldi, faute d'avoir pu reconstituer la vie de Philippe Trière, se limitent à rappeler qu'il fut « un graveur de vignettes honorable ». Ses contributions bibliophiliques, allant de 1780 à 1806, énoncent une présence durable dans l'entourage de Jean-Michel Moreau. Un rare portrait que nous lui connaissons, à côté de ses gravures d'interprétation de scènes de genre, mythologiques ou bibliques, est celui de Gabriel-François Coyer qui concorde avec les illustrations qu'il apporte au Voyage pittoresque de Jean-Claude Richard de Saint-Non pour le ranger dans l'esprit des Lumières.
Si l'on situe l'art rococo comme traversant le XVIIIe siècle depuis 1715 jusqu'à son déclin avec la Révolution française, les nombreuses scènes galantes gravées par Philippe Trière pour les œuvres de Voltaire, Rousseau, Scarron, La Fontaine ou Choderlos de Laclos font de lui un de ses représentants tardifs.

## Œuvre

### Artistes interprétés

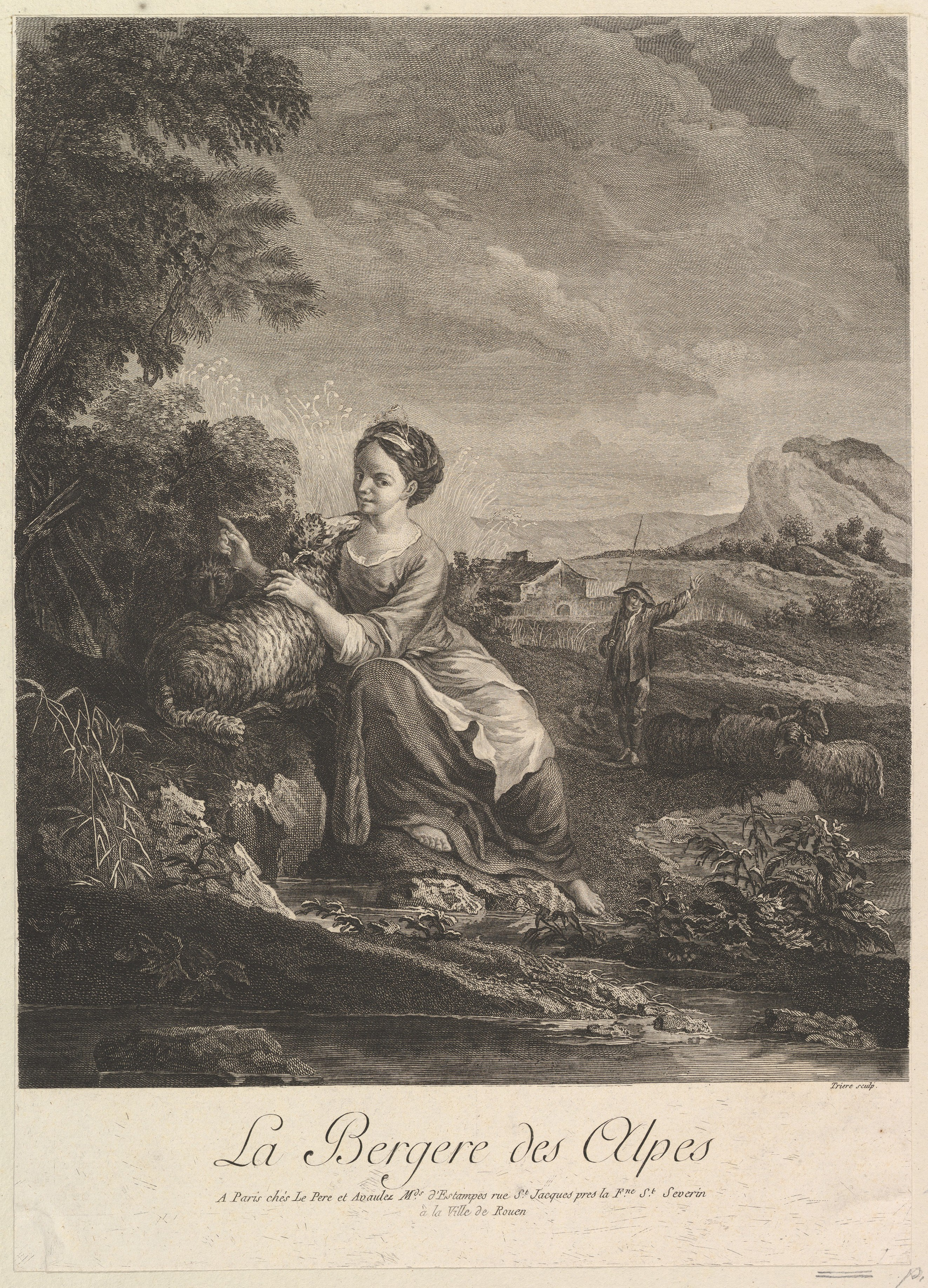
La bergère des Alpes, d'après François Boucher

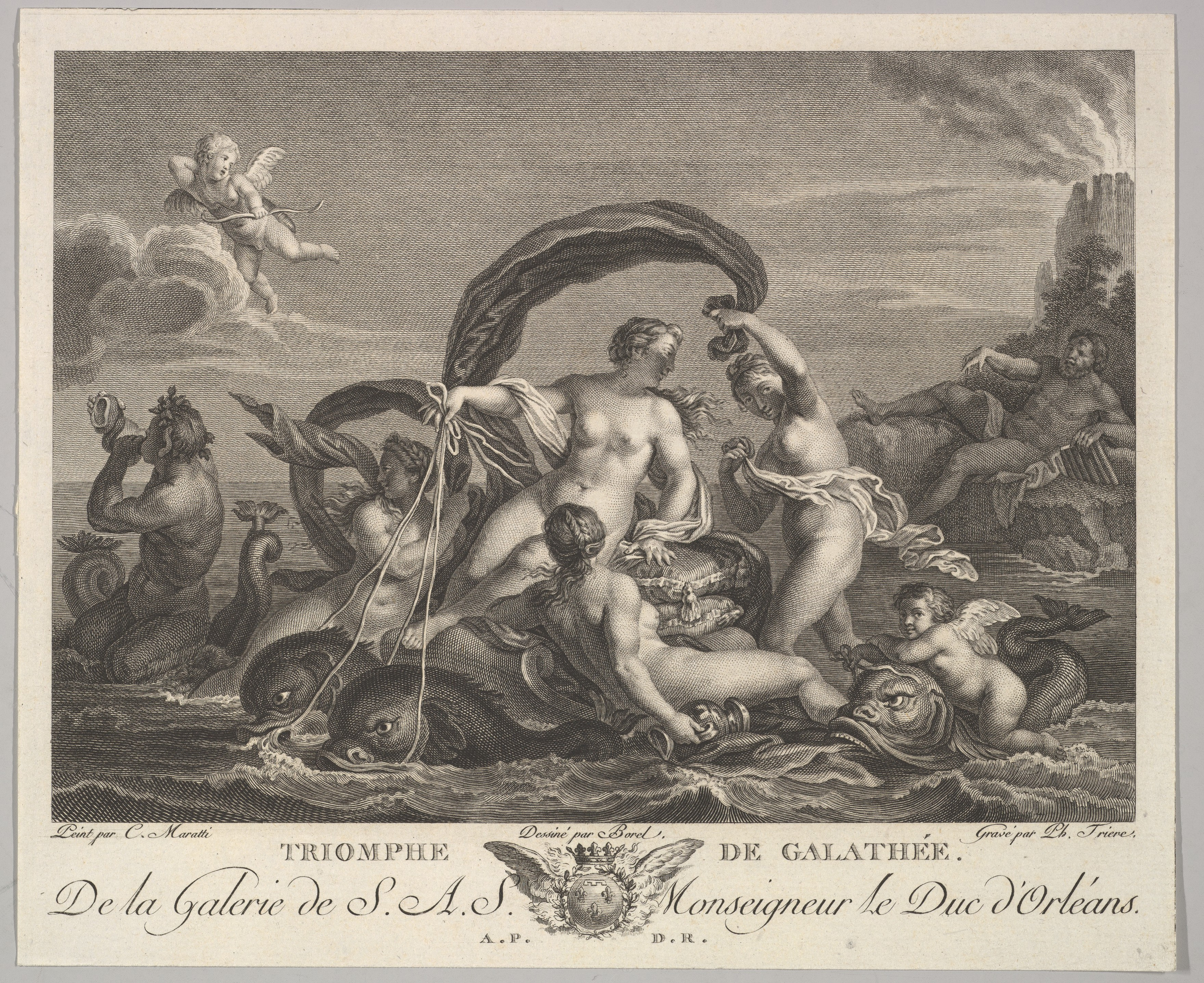
Le triomphe de Galatée, d'après Carlo Maratta

- François Boucher, La provision tardive, La bergère des Alpes.
- Jean-François Colson, Portrait de Gabriel-François Coyer[2].
- Pierre de Cortone, La réconciliation de Jacob et Laban.
- Gaspard de Crayer, Hercule entre la Volupté et la Vertu[3].
- Jean-Démosthène Dugourc, Le lever de la mariée - La jeune mariée est assise sur les genoux de son père tandis que celui-ci parle à son nouveau gendre. Deux femmes de chambre préparent ses articles de toilette tandis qu'une autre ferme le rideau sur le lit conjugal[4].
- Sigmund Freudenberger, Le musicien ambulant[2], Lison dormant[5].
- Le Guerchin, Adam et Ève.
- Jean-Baptiste Mallet, Joconde : le pardon[6].
- Carlo Maratta, Le triomphe de Galatée.
- Jean-Michel Moreau, "J'en accepte l'heureux présage" (Céphise et son mari assis à une table à côté d'un berceau)[2].
- Andrea del Sarto, Jupiter et Léda.
- Perin del Vaga, Les trois déesses (Vénus, Junon et Minerve)[7].
- Diego Vélasquez, Loth et ses filles[8].

### Contributions bibliophiliques

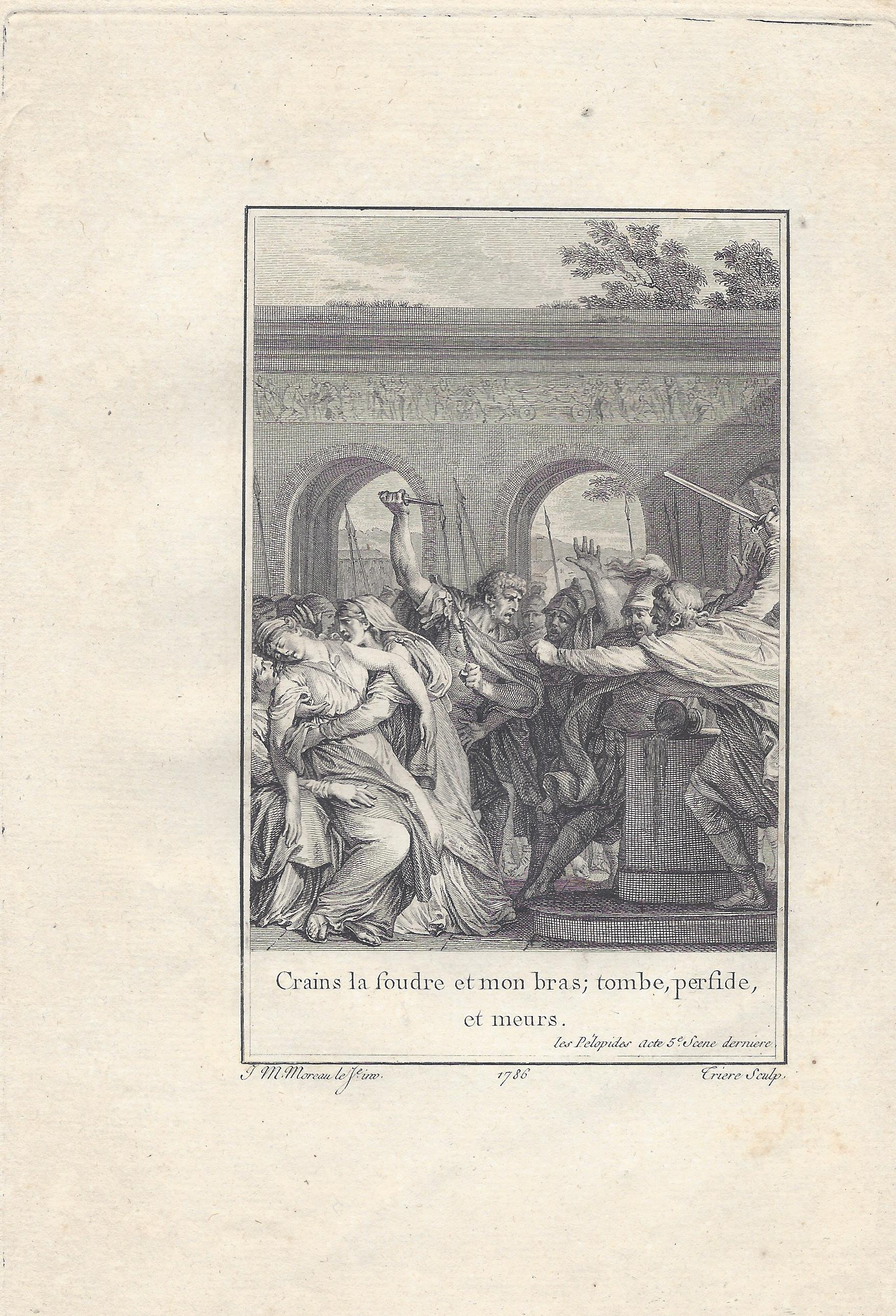
"Les Pélopides, ou Atrée et Thiste" de Voltaire, d'après Jean-Michel Moreau

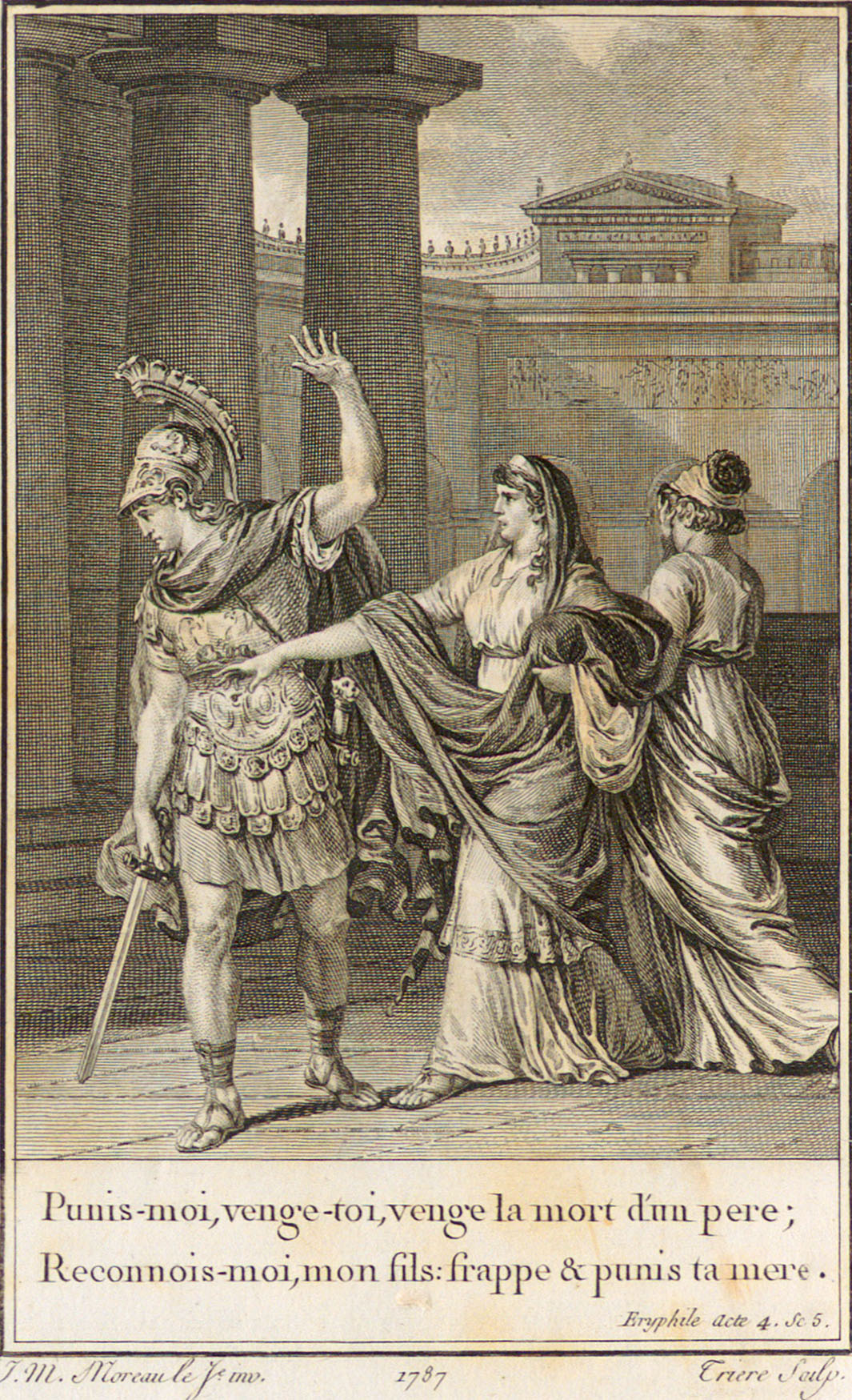
"Eryphile" de Voltaire, d'après Jean-Michel Moreau

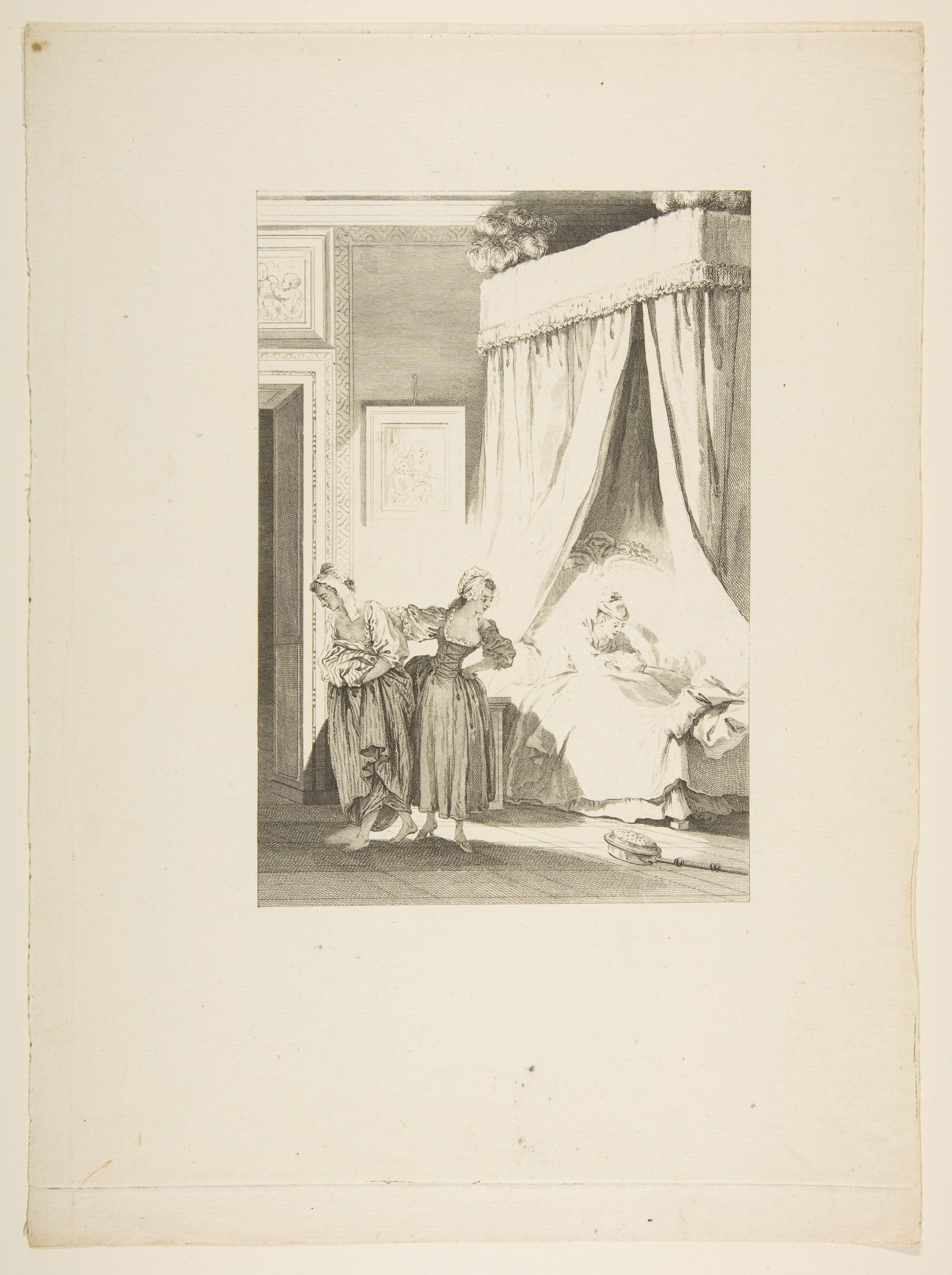
La gageure des trois commères : la servante (Jean de La Fontaine), d'après Jean-Honoré Fragonard

- Pietro Metastasio, Opere, gravures par Pietro Antonio Martini, Augustin de Saint-Aubin et Philippe Trière d'après Jean-Michel Moreau, Herrissant, Paris, 1780.
- Jean-Jacques Rousseau, La Nouvelle Héloïse, gravures dont Le cauchemar de Saint-Preux par Philippe Trière d'après Clément-Pierre Marillier, Londres, 1781.
- Jean-Claude Richard de Saint-Non, Voyage pittoresque, ou description des royaumes de Naples et de Sicile, 5 volumes, chez Jean-Baptiste Delafosse, Paris, 1781-1786.
- Jean-Jacques Rousseau, Collection complète des œuvres de J.-J. Rousseau, gravures dont L'idylle des cerises par Philippe Trière d'après Jean-Jacques Le Barbier, Genève, 1782[9].
- Prosper Jolyot de Crébillon, Œuvres complètes, 3 volumes, gravures dont Le triumvirat, Médée et Sémiramis par Philippe Trière d'après Clément-Pierre Marillier, Libraires associés, 1785.
- Voltaire, Œuvres complètes, 70 volumes, gravures de Philippe Trière d'après Jean-Michel Moreau, Édition de Kehl, 1786-1789.
- Abbé de Fontenai, Galerie du Palais Royal gravée d'après les tableaux des différentes écoles qui la composent, avec un abrégé de la vie des peintres et une description historique de chaque tableau, gravures dont Jupiter et Danaé par Philippe Trière d'après Le Corrège, chez J. Couché et J. Bouillard, Paris, 1786.
- La Sainte Bible contenant l'Ancien et le Nouveau Testament, traduite en Français selon la vulgate par Lemaistre de Sacy, 12 volumes, gravures par Emmanuel De Ghendet, Nicolas Ponce, Philippe Trière d'après Clément-Pierre Marillier, chez Defer de Maisonneuve, libraire à Paris, 1789 - An XII (1804).
- Antoine Mongez, Tableaux, statues, bas-reliefs et camées de la galerie de Florence et du palais Pitti, gravures de Philippe Trière et de Claude-Louis Masquelier d'après les dessins de Jean-Baptiste Wicar, Lacombe, Paris, 1889-1814.
- Jean-François Regnard, Œuvres complètes de Regnard, avec des avertissements et des remarques sur chaque œuvre, gravures dont Les Menechmes par Philippe Trière d'après Jean-Michel Moreau, Veuve Duchesne, Paris, 1790.
- Paul Scarron, Le Roman comique, 3 volumes, gravures dont Sophie tombe le masque devant Dom Carlos par Philippe Trière d'après Jean-Jacques Le Barbier, Didot le Jeune, Paris, 1794.
- Charles-François Dupuis, Origine de tous les cultes ou religion universelle, gravures par Philippe Trière et Jean Louis Charles Pauquet d'après les dessins de Ducoudray, chez Henri Agasse, Paris, An III de la République (1794-1795).
- Jean de La Fontaine, Contes et nouvelles en vers, gravures dont La gageure des trois commères : la servante co-gravée par Philippe Trière et Antoine-Jean Duclos d'après Jean-Honoré Fragonard, Imprimerie de P. Didot, An III de la République (1795)[10].
- Pierre Choderlos de Laclos, Les liaisons dangereuses - Lettres écrites dans une société et publiées pour l'instruction de quelques autres, gravures par Philippe Trière dont Madame de Merteuil chasse Prévan d'après Charles Monnet et Mort de Madame de Tourvel d'après Marie-Anne Fragonard, Londres, 1796.
- Jean-François de La Pérouse, Atlas du voyage de La Pérouse, gravures dont frontispice par Philippe Trière d'après Jean-Michel Moreau, Imprimerie de la République, 1797[11].
- Salomon Gessner, Œuvres, gravures de Philippe Trière d'après Jean-Michel Moreau, chez Antoine-Augustin Renouard, Paris, an VII (1799).
- Jacques Delille, L'imagination, poème en VIII chants, gravures de Philippe Trière d'après Jean-Jacques Le Barbier, chez Giguet et Michaud, 1806[12].
- Jean Racine, Œuvres complètes de Jean Racine avec les commentaires de Jean-François de La Harpe, augmentées de plusieurs morceaux inédits et peu communs, gravures notamment par Jean-César Macret, Louis-François Mariage et Philippe Trière d'après Jean-Michel Moreau, chez Verdière, libraire à Paris, 1810.

## Musées et collections publiques

### France
- Université catholique de l'Ouest, Angers, Origine de tous les cultes ou religion universelle de Charles-Nicolas Dupuis.
- Université de Bourgogne, Dijon, Origine de tous les cultes ou religion universelle, de Charles-Nicolas Dupuis.
- Bibliothèque nationale de France, Paris.
- Bibliothèque Sainte-Geneviève, Paris, Origine de tous les cultes ou religion universelle, de Charles-François Dupuis.
- Musée Carnavalet, Paris, "J'en accepte l'heureux présage", d'après Jean-Michel Moreau[13].
- Musée du Louvre, Paris, Le musicien ambulant[2] et Lison dormant, d'après Sigmund Freudenberger (fonds Edmond de Rothschild)[14], "J'en accepte l'heureux présage", d'après Jean-Michel Moreau[2].
- Bibliothèque nationale et universitaire de Strasbourg, Origine de tous les cultes ou religion universelle, de Charles-François Dupuis.
- Bibliothèque municipale de Toulouse, La Nouvelle Héloïse de Jean-Jacques Rousseau, Londres, 1781.
- Université Toulouse 1 Capitole, Origine de tous les cultes ou religion universelle, de Charles-François Dupuis.
- Bibliothèque municipale de Versailles, Collection complète des œuvres de J.-J. Rousseau, Genève, 1782 ; Le Roman comique de Paul Scarron, 1794.
- Château de Versailles, Portrait de Gabriel-François Coyer, d'après Jean-François Colson[2].

### Allemagne
- Bibliothèque d'État de Berlin, Atlas du voyage de La Pérouse, 1797.
- Sammlung Archiv für Kunst und Geschichte, Université Humboldt de Berlin, "Candide" de Voltaire, d'après Jean-Michel Moreau[15].

### Belgique
- Université de Gand, Statues antiques, d'après Jean-Baptiste Wicar.
- Université de Liège, Comme un Anglais, il fond comme un éclair, comme un éclair que la foudre accompagne, gravure d'après Jean-Michel Moreau pour La Pucelle d'Orléans de Voltaire[16].

### Espagne
- Bibliothèque royale, Madrid, Atlas du voyage de La Pérouse, 1797.
- Musée du Prado, Madrid, Loth et ses filles, d'après Diego Vélasquez[8].

### Pays-Bas
- Rijksmuseum, Amsterdam, "J'en accepte l'heureux présage", d'après Jean-Michel Moreau.

### Royaume-Uni
- British Museum, Londres, Hercule entre la Volupté et la Vertu d'après Gaspard de Crayer[3], Le triomphe de Galatée, d'après Carlo Maratta[17], Œuvres complètes de Crébillon, 1785.
- Institut Warburg, Londres, Loth et ses filles, d'après Diego Vélasquez.
- Victoria and Albert Museum, Londres, Les trois déesses, d'après Perin del Vaga[7].

### Suisse
- Bibliothèque de Genève, Collection complète des œuvres de J.-J. Rousseau[9].

### États-Unis
- Université du Nouveau Mexique, Albuquerque, Les liaisons dangereuses de Pierre Choderlos de Laclos, 1796 ; Atlas du voyage de La Pérouse, 1797.
- Université de Californie, Berkeley, Œuvres de Salomon Gessner, 1799.
- Musée des beaux-arts de Boston, Œuvres de Salomon Gessner, 1799.
- Université du Colorado, Boulder, La Sainte Bible traduite par Lemaistre de Sacy, 1789-1804 ; Atlas du voyage de La Pérouse, 1797.
- Fogg Art Museum, Cambridge (Massachusetts), quatorze gravures d'après Jean-Michel Moreau[18].
- Art Institute of Chicago, Le lever de la mariée, d'après Jean-Démosthène Dugourc[4].
- Saint John Vianney Theological Seminary (en), Denver, La Sainte Bible traduite par Lemaistre de Sacy.
- Université du Nebraska, Kearney (Nebraska), Les liaisons dangereuses de Pierre Choderlos de Laclos, 1796.
- Getty Research Institute, Los Angeles, Œuvres de Salomon Gessner, 1799.
- Metropolitan Museum of Art, New York, La provision tardive et La bergère des Alpes, d'après François Boucher ; Le triomphe de Galatée, d'après Carlo Maratta.
- Université Creighton, Omaha (Nebraska), La Sainte Bible traduite par Lemaistre de Sacy, 1789-1804.
- David Rumsey Map Collection (en), Université Stanford, Palo Alto, Atlas du voyage de La Pérouse, 1797[11].
- Université Brigham Young, Provo (Utah), La Sainte Bible traduite par Lemaistre de Sacy, 1789-1804.
- Université de l'Utah, Salt Lake City, La Sainte Bible traduite par Lemaistre de Sacy, 1789-1804.
- Université d'État de l'Oklahoma, Stillwater (Oklahoma), La Sainte Bible traduite par Lemaistre de Sacy, 1789-1804.
- National Gallery of Art, Washington, La gageure des trois commères : la servante, d'après Jean-Honoré Fragonard[10] ; Lison dormant, d'après Sigmund Freudenberger[5] ; Joconde : le pardon, d'après Jean-Baptiste Mallet[6].
- Université du Manitoba, Winnipeg, Atlas du voyage de La Pérouse, 1797.

### Australie
- Bibliothèque d'État du Victoria, Melbourne, Atlas du voyage de La Pérouse, 1797[19].